# Chaplin & Co
Chaplin & Co (альтернативное название — Chaplin and Company) (рус. Чаплин) — комедийный CGI-мультсериал, созданный студиями DQ Entertainment, Method Animation и Mk2 в 2011 году.

## Создание
Мультсериал основывается на оригинальных короткометражных фильмах с участием Чарльза Чаплина, откуда перенесён образ «Бродяги», его мимика и характерные жесты, а также юмор и шутки. Изменения коснулись лишь анимации движений героя: по замыслу авторов, движения персонажа должны делать его похожим на «куклу, помещённую в необычный мир».
Работа над сериалом была начата студией DQ Entertainment, впоследствии заключившей контракт с компаниями Method Animation и Mk2 (последняя владеет правами на фильмы Чарльза Чаплина), которые в течение года продолжали работу над персонажами, окружением и спецэффектами. «Мы поместили Чаплина в современный мир, при этом сохранив атмосферу фильмов, в которых снимался актёр», прокомментировал стилистику сериала председатель Method Animation.
По мнению исполнительного директора DQ Entertainment, новый сериал о приключениях Чарли Чаплина, ориентированный на детскую и взрослую аудиторию, будет «лучше», чем телесериал о Мистере Бине.

## Сюжет
Сериал повествует о приключениях Чарли Чаплина и связанных с ним героев (например, мальчика по имени Кид) в современном мире. Вместе они играют в баскетбол и пейнтбол, катаются на роликовых досках, противостоят злодеям, дарят другу другу подарки и т. д.
Чарли живёт в собственном доме, а также ездит на машине, напоминающей Cadillac Miller-Meteor 1959 года.
Основная сюжетная линия большинства серий такова: Чарли пытается помочь тому или иному герою, попавшему в беду, и при этом попадает в разнообразные комичные ситуации.
Главный герой часто показывается неуклюжим, неловким и застенчивым, однако зачастую благодаря именно этим качествам он справляется с трудностями и находит новых друзей.
Как и в оригинале, в мультсериале использован принцип немого кино — герои не произносят реплик, а все эмоции передаются через мимику, жесты, музыку и звуки.